# Epinephelus acanthistius
Epinephelus acanthistius es una especie de peces de la familia Serranidae en el orden de los Perciformes. Es una especie demersal, de interés comercial, que habita profundidades comprendidas entre los 46 y los 90 m

## Morfología
Los machos pueden llegar alcanzar los 100 cm de longitud total.
Entre sus características se pueden citar: borde superior del opérculo libre no fusionado al cuerpo, aleta caudal redondeada, la mayor parte de los dientes de la mandíbula plegables, aleta anal con siete a nueve radios, aleta dorsal con nueve espinas y diecisiete radios, de la segunda a la cuarta espinas alargadas en los adultos.
Coloración general de rojo a café oscuro, siendo las aletas pectorales más oscuras que el cuerpo y las puntas de las membranas interespinosas de color más intenso que el resto de la membrana. Presenta una gran línea negra por encima de la mandíbula superior.

## Distribución geográfica
Se encuentra en la costa oeste del océano Pacífico, desde el sur de California hasta el Perú.